# پیام خطا

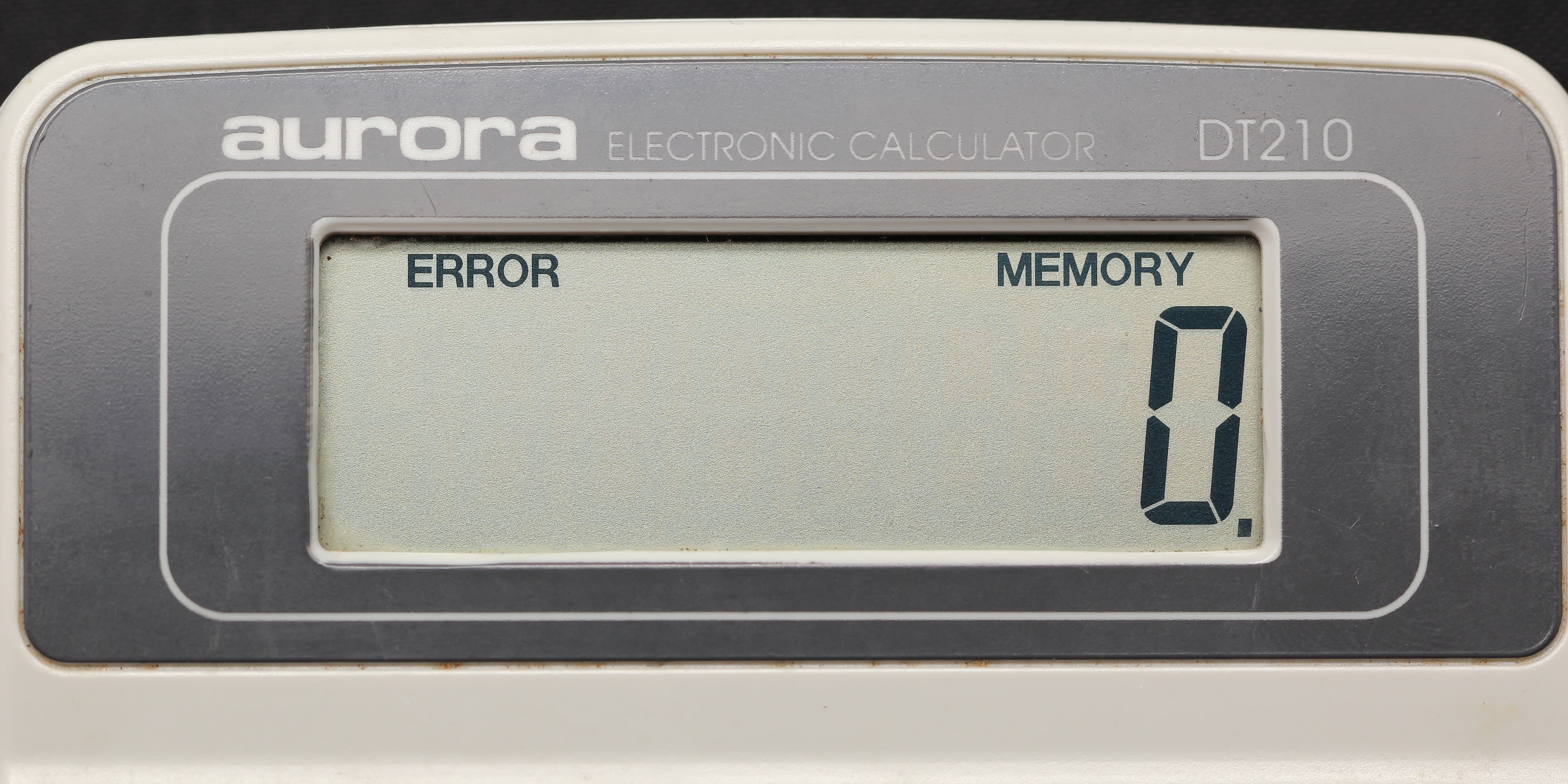
پیام خطایی بر روی یک ماشین حساب

پیام خطا (به انگلیسی: Error message) اطلاعاتی است که در هنگام رخ دادن یک اتفاق غیرمنتظره نمایش می‌یابد. در سیستم‌عاملهای مدرن که کاربر از طریق یک واسط گرافیکی با سیستم ارتباط برقرار می‌کند، پیام‌های خطا معمولاً در داخل یک جعبه گفتگو (به انگلیسی: dialog box) نمایش می‌یابند.

## پیام خطاهای رایج
Access denied
این پیام خطا وقتی چاپ می‌شود که کاربر مجوزهای لازم برای دسترسی به یک شی (مثلاً یک پرونده) را ندارد یا آن شی توسط یک موجودیت (کاربر یا برنامه) دیگر قفل شده‌است.
The device is not ready
این پیغام خطا وقتی چاپ می‌شود که منبع مورد نظر کاربر آماده خدمت رسانی نباشد. مثلاً کاربر سعی کند به فلاپی دیسک دسترسی داشته باشد، در حالی که هنوز فلاپی را در درایو مربوط وارد نکرده‌است.
File not found
فایل خواسته شده ممکن است آسیب دیده باشد، به جایی دیگر منتقل شده باشد، حذف شده باشد، یا اینکه یک باگ باعث بروز این پیغام خطا شده باشد. همچنین ممکن است کاربر نام فایل را اشتباه وارد کرده باشد یا فایل اصلاً وجود نداشته باشد.
Low Disk Space
این پیغام خطا وقتی چاپ می‌شود که دیسک سخت (یا هر رسانه ذخیره‌سازی دیگر) تقریباً پر شده باشد و فضای خالی اندکی بر روی آن باقی‌مانده باشد.
Out of memory
وقتی اتفاق می‌افتد که حافظه اصلی به اندازه کافی موجود نباشد یا کاربر سعی کند یک برنامه یا فایل خیلی بزرگ را در حافظه اصلی بارگذاری کند.